# Azərreyl VK (piłka siatkowa kobiet)
Azərreyl Baku – żeński klub piłki siatkowej z Azerbejdżanu. Swoją siedzibę ma w Baku. Został założony w 2001.
Po sezonie 2012/13 klub został połączony z Baku-Azəryol (w 2010 VK Baku), obie te drużyny zaczęły występować pod nazwą Azərreyl Baku w azerskiej Superlidze.

## Sukcesy

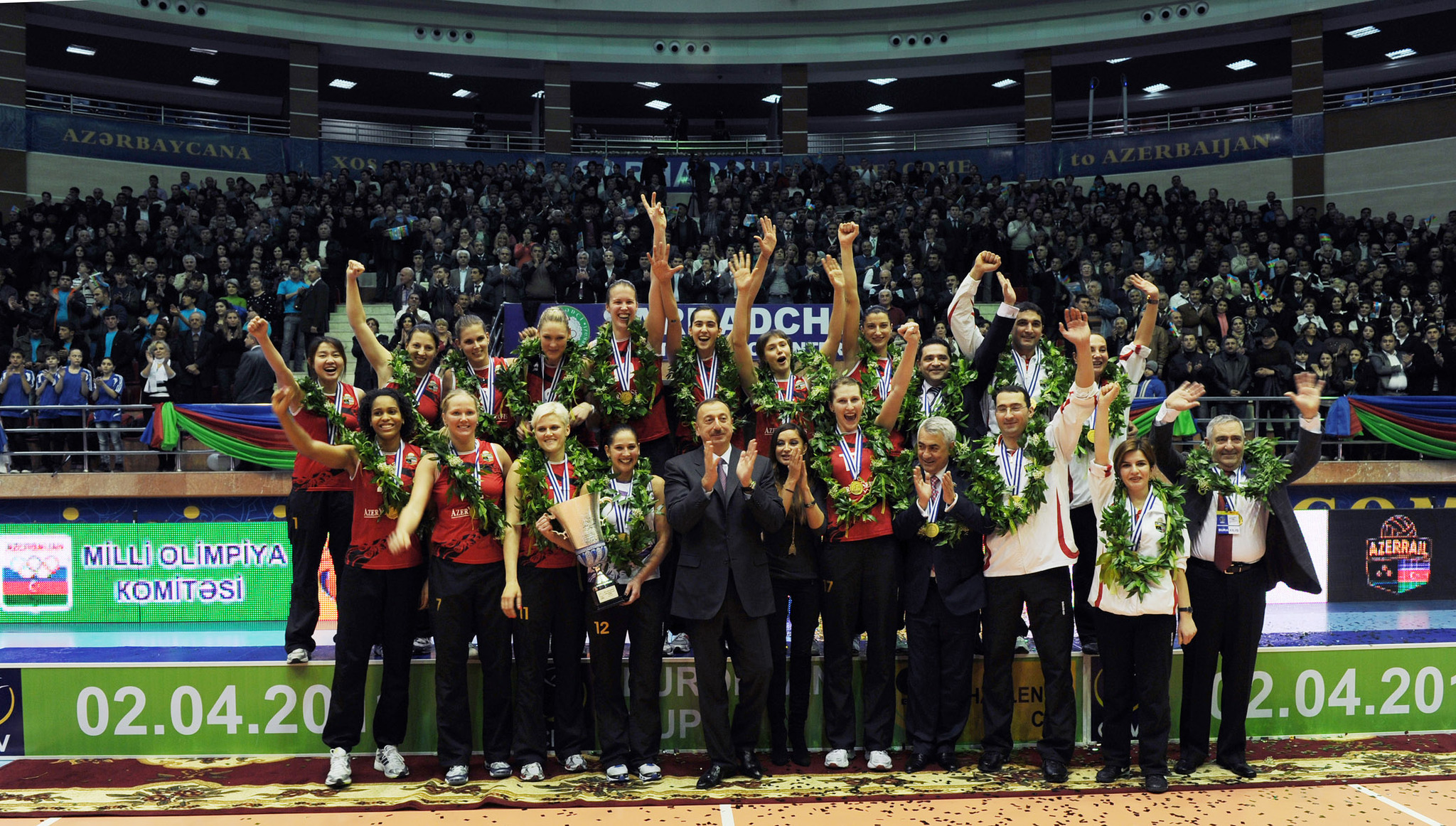
Azərreyl Baku zwycięzcą Pucharu Challenge w sezonie 2010/2011

- Mistrzostwa Azerbejdżanu:
  -  1. miejsce (6x): 2003, 2004, 2006, 2007, 2008, 2016
  -  2. miejsce (4x): 2009, 2011, 2013, 2017
- Pucharu Challenge:
  -  1. miejsce: 2011
- Puchar Top Teams:
  -  1. miejsce: 2002

## Zawodniczki

### Polki w klubie
| Lata gry  | Imię i nazwisko |
| --------- | --------------- |
| 2011-2012 | Karolina Kosek  |
| 2012-2013 | Milena Radecka  |

### Sezon 2016/2017
- 1.  Jeyran Aliyeva
- 2.  Martenne Bettendorf
- 3.  Anastasiya Qurbanova
- 5.  Malika Kanthong
- 6.  Ayşən Əbdüləzimova
- 7.  Mercy Moim
- 9.  Tatjana Bokan
- 10.  Danica Radenković
- 11.  Jekatierina Zhidkowa
- 12.  Valeriya Məmmədova
- 14.  Edina Dobi
- 15.  Aynur Kərimova
- 18.  Şəfaqət Həbibova

### Sezon 2015/2016
- 1.  Wanna Buakaew
- 2.  Kseniya Poznyak
- 3.  Nikalina Bashnakova
- 4.  Nisakhanim Hazratli
- 5.  Odina Əliyeva
- 6.  Anastasija Muzika
- 7.  Stephanie Enright
- 9.  Madison Kingdon
- 10.  Haley Eckerman
- 11.  Jessica Jones
- 12.  Valeriya Məmmədova
- 14.  Natalia Valentin
- 17.  Straszimira Filipowa
- 18.  Nootsara Tomkom
- 19.  Fatou Diouck

### Sezon 2012/2013
- 1.  Sara Anzanello
- 2.  Manon Flier
- 4.  Debby Stam-Pilon
- 5.  Arielle Wilson
- 6.  Indre Sorokaite
- 7.  Luna Carocci
- 8.  Tina Lipicer-Samec
- 9.  Milena Radecka
- 10. Riikka Lehtonen
- 11. Megan Hodge
- 12. Valeriya Korotenko
- 14. Caroline Wensink
- 15. Ulkar Karimowa
- 17. Polina Rəhimova
- 18. Ana Grbac

### Sezon 2011/2012
- 1.  Nootsara Tomkom
- 2.  Piyanut Pannoy
- 5.  Sara Anzanello
- 7.  Heather Bown
- 9.  Jennifer Tamas
- 10. Oksana Parxomenko
- 11. Aksana Kavalchuk
- 12. Valeriya Korotenko
- 15. Karolina Kosek
- 16. Odina Əliyeva
- 17. Polina Rəhimova
- 18. Pelin Çelik